# President's Cup 2017

El torneo President's Cup 2017 fue un torneo profesional de tenis. Perteneció al ATP Challenger Series 2017. Se disputó en su 12.ª edición sobre superficie dura, en Astaná, Kazajistán entre el 17 al el 23 de julio de 2017.

## Jugadores participantes del cuadro de individuales
| Favorito | País                            | Jugador           | Rank1 | Posición en el torneo |
| -------- | ------------------------------- | ----------------- | ----- | --------------------- |
| 1        | Bandera de Rusia                | Yevgueni Donskoi  | 98    | Cuartos de final      |
| 2        | Bandera de Kazajistán           | Mikhail Kukushkin | 118   | FINAL                 |
| 3        | Bandera de Kazajistán           | Alexander Bublik  | 135   | Semifinales           |
| 4        | Bandera de Corea del Sur        | Lee Duck-hee      | 147   | Cuartos de final      |
| 5        | Bandera de Bielorrusia          | Egor Gerasimov    | 166   | CAMPEÓN               |
| 6        | Bandera de Serbia               | Nikola Milojević  | 177   | Segunda ronda         |
| 7        | Bandera de Corea del Sur        | Kwon Soon-woo     | 194   | Cuartos de final      |
| 8        | Bandera de Bosnia y Herzegovina | Aldin Šetkić      | 201   | Semifinales           |

- 1 Se ha tomado en cuenta el ranking del 3 de julio de 2017.

### Otros participantes
Los siguientes jugadores recibieron una invitación (wild card), por lo tanto ingresan directamente al cuadro principal (WC):
- Andrey Golubev
- Roman Khassanov
- Grigoriy Lomakin
- Denis Yevseyev

Los siguientes jugadores ingresan al cuadro principal tras disputar el cuadro clasificatorio (Q):
- Hugo Grenier
- Evgeny Karlovskiy
- Saketh Myneni
- Evgeny Tyurnev

## Campeones

### Individual Masculino
- Egor Gerasimov derrotó en la final a  Egor Gerasimov, 7–6(9), 4–6, 6–4

### Dobles Masculino
- Toshihide Matsui /  Vishnu Vardhan derrotaron en la final a  Evgeny Karlovskiy /  Evgeny Tyurnev, 7–6(3), 6–7(5), [10–7]